# الخط الزمني للحرب الأهلية السورية (سبتمبر–ديسمبر 2018)
الجدول الزمني للحرب الأهلية السورية من سبتمبر إلى ديسمبر 2018 جدول معلومات حول عدد الضحايا الإجمالي موجود في ضحايا الحرب الأهلية السورية.

## سبتمبر 2018
2 سبتمبر
أشار وزير الخارجية الفرنسي جان إيف لو دريان في قناة إذاعية إلى أن «الأسد فاز في الحرب، وعلينا أن نعلن ذَلِك، لكنّه لم يفز بالسلام».
10 سبتمبر
توقفت هولندا تمويل قوات المعارضة السورية، قائلة إن فرص فوزهم بالحرب «محدودة للغاية». ومن المتوقع أيضًا أن ينتهي الدعم الهولندي للخوذات البيضاء في ديسمبر 2018.
17 سبتمبر
-أعلنت روسيا وتركيا عن منطقة منزوعة السلاح في محافظة إدلب السورية واستبعدتا أي عمليات عسكرية.
-يتم إطلاق عدة صواريخ من البحر بواسطة سلاح الجو الإسرائيلي في مدينة اللاذقية الساحلية، والتي تم تدمير بعضها بواسطة أنظمة الدفاع الجوي. طائرة استطلاع تابعة لسلاح الجو الروسي من طراز Ilyushin Il-20 وعلى متنها 15 جنديا على البحر المتوسط خلال الحادث. تم إسقاط الطائرة من قبل أنظمة الدفاع الجوي السورية في محاولة لاستهداف طائرات معادية.
29 سبتمبر
بعد إغلاقه لسنوات، تم فتح معبر نصيب الحدودي، وهو المعبر الرئيسي للصادرات السورية إلى الأردن ودول مجلس التعاون الخليجي، بشكل رسمي.

## أكتوبر 2018
3 أكتوبر
-يزعم وزير الدفاع الإسرائيلي أفيغدور ليبرمان أن إسرائيل ستستمر في توجيه ضربات إلى سوريا على الرغم من وصول النظام الروسي المضاد للصواريخ في الآونة الأخيرة.
-قال الرئيس السوري بشار الأسد لصحيفة «الشاهد» الكويتية غير المعروفة، أن سوريا قد توصلت إلى «تفاهم كبير» مع الدول العربية بعد سنوات من العداء بسبب الحرب الأهلية في البلاد.
15 أكتوبر
يعاد فتح معبر القنيطرة الحدودي بين مرتفعات الجولان التي تسيطر عليها إسرائيل وسوريا لموظفي قوة الأمم المتحدة لمراقبة فض الاشتباك بعد أربع سنوات من الإغلاق.
31 أكتوبر
تبدأ القوات التركية في قصف المواقع الكردية في مدن كوباني وتل أبيض وكذلك القرى المحيطة في شمال سوريا. يجبر هذا التصعيد قوات سوريا الديمقراطية على وقف هجومها ضد تنظيم الدولة الإسلامية في وادي نهر الفرات الأوسط.

## نوفمبر 2018
1 نوفمبر
القوات التركية والقوات الأمريكية تبدأ دوريات مشتركة حول منبج على طول الخطوط الأمامية لأراضي مقاتلي درع الفرات ومجلس منبج العسكري. وينظر إلى الدوريات المشتركة على أنها جزء من «خارطة طريق» لتخفيف حدة التوتر بين المتشددين في المنطقة والتوترات بين الحلفاء في الناتو.
19 نوفمبر
يمسح الجيش العربي السوري كامل حقل تلول الصفا لمقاومة تنظيم الدولة الإسلامية، منهيا الهجوم في الجيب مع الجيش في السيطرة الكاملة على كل جنوب سوريا لأول مرة منذ عام 2011 - باستثناء التنف في الجنوب الشرقي.
21 نوفمبر
أعلن وزير الدفاع الأمريكي جيم ماتيس أن الولايات المتحدة ستقيم مراكز مراقبة جديدة على طول الحدود التركية في شمال سوريا من أجل الحد من المناوشات بين القوات التركية والمسلحين الكرد في المنطقة مثل حادثة 31 أكتوبر. يؤكد ماتيس أنه مسعى مشترك مع تركيا، ولن يتطلب الأمر نشر قوات أمريكية إضافية في سوريا.
23 نوفمبر
مقتل ناشطين أثنين مناهضي للنظام السوري، رائد فارس وزميله حمود الجنيد بنيران مسلحين مجهولين في كفر نبل في إدلب التي يسيطر عليها مسلحو المعارضة السورية.
24 نوفمبر
مسؤولون حكوميون سوريون يتهمون قوات المعارضة المتمركزين في إدلب بالهجوم المشتبه به بالغاز السام على حلب بعد أن بث التلفزيون الحكومي السوري لقطات لأكثر من 50 مدنياً تم إدخالهم إلى مستشفى محلي بسبب مشاكل في التنفس وعدم وضوح الرؤية بعد القصف المزعوم. تنكر قوات المعارضة الهجوم، مدعين بعدم امتلاكهم غاز سام ولا القدرة على إطلاق مقذوفات منه؛ وبدلاً من ذلك، اتهموا الحكومة بمحاولة تقويض وقف إطلاق النار.
وتقول تركيا إن الحكومة السورية وقوات المعارضة أجروا تبادلاً للسجناء مؤلفاً من 20 شخصاً بالقرب من الباب، ووصفوه بأنه «أول خطوة مهمة» لعملية سلام مشتركة بين روسيا وإيران وتركيا.
27 نوفمبر
التحالف الذي تقوده الولايات المتحدة يقيم أول مركز مراقبة على طول الحدود السورية التركية في تل أبيض. وتقول مصادر أمنية محلية إنه سيكون هناك ثلاث مراكز في تل أبيض واثنان في كوباني.

## ديسمبر 2018
2 ديسمبر
يقتل التحالف الذي تقوده الولايات المتحدة أبو عمران، أحد كبار أعضاء تنظيم الدولة الإسلامية في هجوم بطائرة بدون طيار في الصحراء السورية. أعدم العمران عاملة إغاثة أمريكية وحارس الجيش الأمريكي السابق بيتر كاسيج في عام 2014.
7 ديسمبر
تقوم إدارة الطيران الفيدرالية الأمريكية بتوسيع قاعدة حظر الطيران الخاصة بها للرحلات الجوية التجارية والخاصة من قبل شركات الطيران الأمريكية فوق سوريا حتى ديسمبر 2020.
11 ديسمبر
أمرت القيادة العسكرية السورية بتسريح بعض الضباط والمجندين الاحتياطيين الذين خدموا عدة سنوات خلال الحرب الأهلية.
أفاد المرصد السوري لحقوق الإنسان أن عدداً كبيراً من المدنيين المحليين ورجال القبائل من منطقتي خشهم وأكاذيبات الجديدة اشتبكوا مع حراس قوات سوريا الديمقراطية «قسد» المدعومة من الولايات المتحدة وتمكنوا من الاستيلاء على العديد من آبار النفط في حقل نفط كونوكو. يزعم أن الموظفين تجنبوا تزويد الوقود إلى قرية جديد عكيدات ومخيمات اللاجئين في المنطقة بينما كانوا يقومون بتخزين الوقود لأنفسهم، مما تسبب في ارتفاع الأسعار المحلية.
12 ديسمبر
على الرغم من محاولات الولايات المتحدة الواضحة في الآونة الأخيرة لردع العنف في شمال سوريا، أعلن الرئيس التركي طيب أردوغان أن تركيا ستطلق عملية عسكرية جديدة تستهدف القوات الكردية المدعومة من الولايات المتحدة، سُميت بعملية شرق الفرات «في غضون أيام قليلة».
14 ديسمبر
قوات سوريا الديمقراطية، بدعم من الغارات الجوية الثقيلة لقوات التحالف التي تقودها الولايات المتحدة، تستولي على معقل هاجين من تنظيم الدولة الإسلامية.
16 ديسمبر
إعلان الولات المتحدة دخول قوات بيشمركة روج افا إلى الأراضي السورية بالتنسيق مع واشنطن ومعرفة قوات سورية الدميقراطية. وذلك بالتزامن مع التهديدات التركية بشن عملية عسكرية واسعة ضد «قوات سوريا الديمقراطية».
19 ديسمبر
بإعلان هزيمة تنظيم الدولة الإسلامية، يعلن الرئيس الأمريكي دونالد ترامب عن خطط لسحب جميع القوات الأمريكية البالغ قوامها حوالي 2000 جندي من سوريا «في غضون 60 إلى 100 يوم». وذكرت رويترز أن هذه الخطوة تأتي بعد مكالمة هاتفية بين ترامب والرئيس التركي أردوغان.
21 ديسمبر
بعد إعلان الولايات المتحدة سحب قواتها، أجلت تركيا الهجوم المخطط على شمال سوريا.[33]
25 ديسمبر
في مواجهة الانسحاب المخطط للقوات الأمريكية والاستعدادات التركية للدخول إلى شمال سوريا، سلّمت قوات سوريا الديمقراطية بلدة عريمة غرب منبج للجيش السوري.
27 ديسمبر
أعادت الإمارات العربية المتحدة فتح سفارتها في دمشق في محاولة لإعادة العلاقات بين البلدين. والبحرين سوف تحذو حذوها وتعيد فتح سفارتها في دمشق.
30 ديسمبر
وفقًا لتقرير الوكالة السورية للأنباء (سانا) تفيد بأن الرئيس السوري أذن للطائرات والمدفعية العراقية لضرب أهداف تنظيم الدولة الإسلامية في الأراضي السورية دون الحاجة للحصول على موافقة مسبقة من دمشق.